# Trek 12: Himalaja
Trek 12: Himalaja, Eigenschreibweise Trek12: Himalaja, ist ein Würfelspiel der französischen Spieleautoren Bruno Cathala und Corentin Lebrat, das 2020 auf Französisch und 2022 auch auf Deutsch bei dem Verlag Lumberjacks Studio erschien. Thematisch geht es bei diesem Spiel darum, mehrere Gipfel des Himalaya zu erklimmen. Es handelt sich dabei um ein so genanntes Roll-&-Write-Spiel, bei dem Würfelergebnisse auf einem Wertungsblock verzeichnet werden.
Das Spiel wurde 2022 auf die Empfehlungsliste zum Spiel des Jahres aufgenommen. 2021 erschien mit Trek 12: Amazonie ein Nachfolger des Spiels.

## Hintergrund und Ausstattung
In dem Spiel Trek 12: Himalaja handelt es sich um ein so genanntes Roll-&Write-Spiel, also ein Würfelspiel, bei dem das Würfelergebnis auf einem entsprechenden Wertungsblock eingetragen und dort verrechnet wird. Thematisch versuchen die Mitspieler in der Rolle von Bergsteigern mehrere Strecken des Himalaya zu besteigen. Dabei handelt es sich zuerst um den Aufstieg zum Dorf Dunai in Nepal, danach die Wanderung nach Kagkot und schließlich zum Gipfel des Dhaulagiri. Die Spieler bekommen Punkte für den Aufstieg und der Spieler mit den meisten Punkten gewinnt das Spiel.
Das Spielmaterial besteht neben der Spieleanleitung aus je einem roten und einem gelben sechsseitigen Würfel, drei Blöcken für die Aufstiege zu den drei Zielen, einer Vorsteigerkarte und 16 Unterstützungskarten. Zudem sind sechs Umschläge mit zusätzlichen Spielmaterial beigelegt, die im Expeditionsmodus erst geöffnet werden dürfen, wenn bestimmte Ziele erreicht wurden.

## Spielweise
Das Spiel kann in verschiedenen Schwierigkeitsgraden gespielt werden. Dabei wird der Schnellaufstiegs-Modus als Einsteiger-Variante und zum Erlernen der allgemeinen Regeln empfohlen. Der Expeditions-Modus richtet sich an fortgeschrittene Spieler und beinhaltet mit den Überraschungsumschlägen eine Legacy-Option. Zudem gibt es eine Solospiel-Variante.

### Schnellaufstiegs-Modus
Vor dem Spiel wird das Expeditionsziel festgelegt. In der Basisversion wird dabei einer der drei Blöcke ausgewählt. Jeder Spieler benötigt einen Aufstiegsplan vom Block und einen Stift, die Würfel kommen in die Tischmitte. Die Vorsteigerkarte und die Unterstützungskarten werden in dieser Variante nicht benutzt.
Ein Spieler würfelt mit den beiden Würfeln und alle Spieler wählen aus dem Wurf jeweils gleichzeitig eine Zahl. Dabei können sie sich entweder für die niedrigere oder die höhere Augenzahl, aber auch für die Differenz, die Summe oder das Produkt beider Würfel entscheiden. Nach der Wahl kreuzen sie den Typ der Wahl in der Auswahltabelle des Aufstiegsplans an. Jede Option steht dabei jedem Spieler pro Spiel nur vier Mal zur Verfügung. Danach wird die erste gewählte Zahl in einen beliebigen Kreis bzw. Aufstiegsbereich auf dem Aufstiegsplan eingetragen, alle späteren Zahlen müssen an einen bereits ausgefüllten Kreis angrenzen. Auf dem Plan gibt es zudem zwei Typen von Kreisen: Basiskreise, deren Wert maximal 12 sein darf, und Gefahrenkreise, deren Wert maximal 6 sein darf. Übersteigt eine Zahl die 12, wird das entsprechende Feld mit einem traurigen Smiley () markiert.

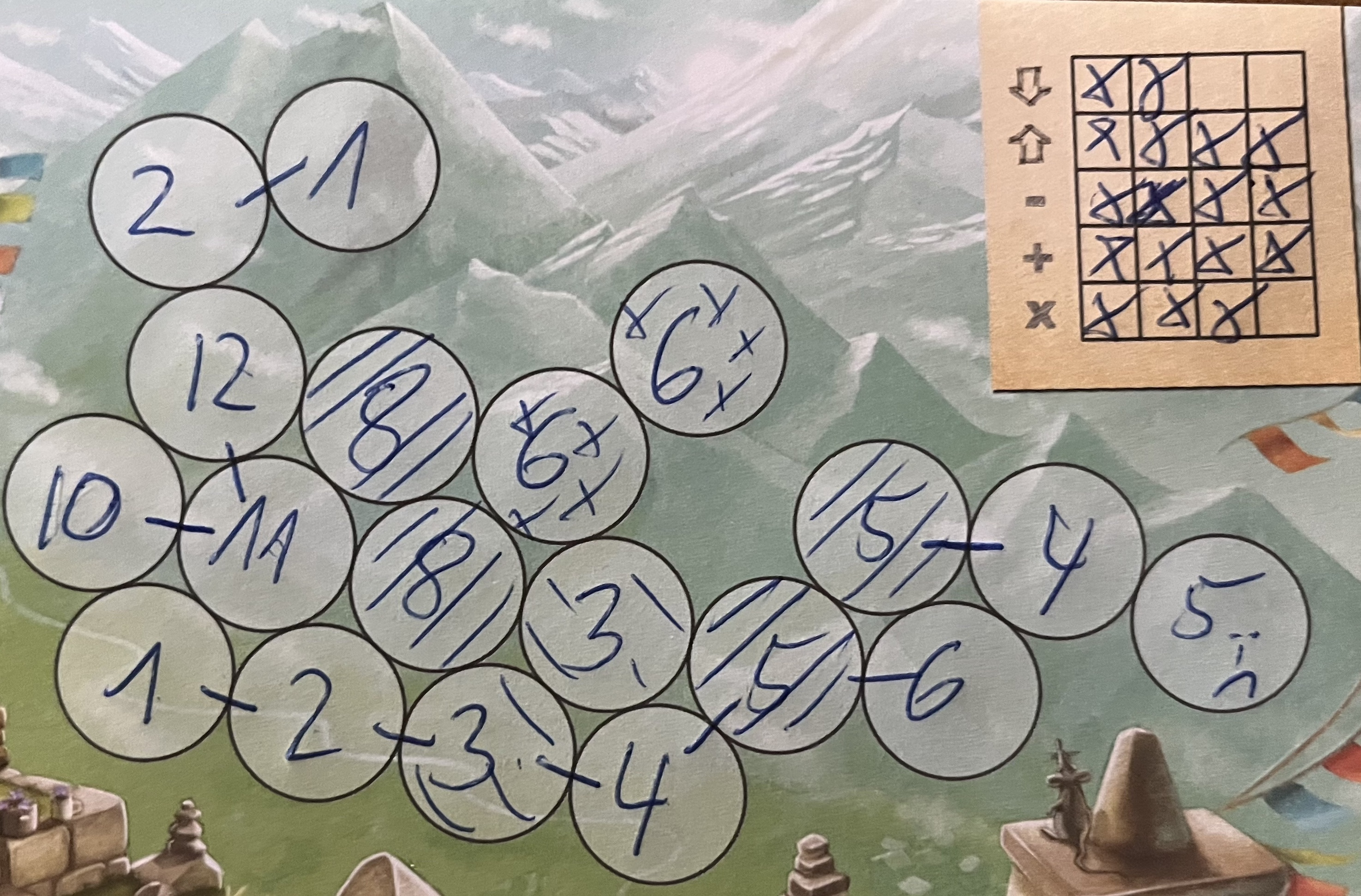
Aufstiegsplan mit Seil- und Kletterrouten

Befinden sich im Spiel nebeneinander aufeinander folgende Zahlenwerte, werden durch Verbinden derselben „Seilrouten“ gebildet. Dabei darf jede Zahl immer nur Teil einer Seilroute sein, die durch weitere Zahlen verlängert werden kann, und keine Zahl darf in einer Seilroute doppelt vorkommen. Befinden sich zwei oder mehr gleiche Zahlen nebeneinander, bilden sie „Kletterzonen“ und werden entsprechend markiert. Eine einzelne Zahl kann dabei sowohl einer Seilroute wie auch einer Kletterzone angehören.
Das Spiel endet, sobald alle Kreise eines Aufstiegsplans ausgefüllt sind. Für die Endwertung erhält jeder Spieler Punkte für seine Seil- und Kletterrouten (jeweils entsprechend der höchsten Zahl + der Anzahl weiterer Kreise der Route) sowie Bonusse für die längste Seilroute und die größte Kletterzone. Jedes Feld, das nicht Teil einer Seil- oder Kletterroute ist (einsame Felder), wird mit einem traurigen Smiley () markiert, für Felder mit traurigen Smileys gibt es in der Schlusswertung je drei Minuspunkte.

### Expeditions-Modus
Im Expeditions-Modus werden alle drei Aufstiege hintereinander durchgespielt und bilden so eine vollständige Expedition. Zudem kommen hier die Vorsteigerkarte und die Unterstützungskarten zum Einsatz. Die Spieler versuchen dabei, bei den drei Aufstiegen neben hohen Punktzahlen auch Ansehen zu bekommen. Sie erreichen den Gipfel, wenn sie die auf dem Aufstiegsplan angegebene Anzahl an Mindestpunkte erreichen (Gipfelsturm). Der Spieler mit der höchsten Punktzahl eines Teilaufstiegs gewinnt zudem das Gipfelrennen. In die Ruhmeshalle auf der Anleitung werden zudem die jeweiligen Rekordwerte für die Einzelrouten eingetragen und immer dann verzeichnet, wenn ein Spieler in einem Spiel den bisherigen Rekord überholt.
Die Unterstützungskarten werden gemischt und als verdeckter Stapel auf den Tisch gelegt. Die Herausforderungsumschläge werden ebenfalls in die Tischmitte gelegt. Die Spieler legen abhängig vom Aufstieg und der Mitspielerzahl eine festgelegte Anzahl von Unterstützungskarten offen aus. Sie können jedes Mal, wenn sie eine Kletterzone mit einer 0, 1 oder 2 bilden, eine Unterstützungskarte nehmen; ein Spieler darf allerdings nie mehr als drei Unterstützungskarten haben. Die Vorsteigerkarte bestimmt, wer jeweils zuerst aufnehmen darf. Sind die ausgelegten Karten aufgebraucht, werden keine mehr nachgelegt und die Spieler können keine weiteren Karten bekommen. Unterstützungskarten können beim Aufstieg oder am Ende eingesetzt werden, um Vorteile zu bekommen.
Die Herausforderungsumschläge werden geöffnet, wenn ein Spieler nach einem Aufstieg eine der auf den Umschlägen angegebenen Herausforderungen erreicht hat. Pro Aufstieg darf dabei nur ein Umschlag geöffnet werden, auch wenn mehrere Herausforderungen erreicht wurden. Die Umschläge enthalten zusätzliches Spielmaterial und entsprechende Regelerweiterungen, die in folgenden Spielen eingesetzt werden können.

### Solo-Modus
Der Solo-Modus ist eine Variante, die ein Spieler allein spielt. Dabei kann er sowohl den Einstiegs- wie auch den Expeditionsmodus allein spielen. Dabei spielt er immer gegen einen imaginären zweiten Spieler. Immer wenn der Solo-Spieler eine Zahl wählt und einen Kreis auswählt, füllt er für den imaginären Spieler das gleiche Feld aus, wählt jedoch immer die höchste Würfelzahl.
Die Endwertung verläuft für den Solo-Spieler genauso wie im normalen Spiel, der imaginäre Spieler bekommt jedoch für jedes einsame Feld mit traurigem Smiley drei Bonuspunkte.

## Ausgaben und Rezeption
Trek 12: Himalaja wurde von den französischen Spieleautoren Bruno Cathala und Corentin Lebrat entwickelt und erschien 2020 bei Lumberjacks Studio in französischer Sprache. 2021 folgten Versionen bei Partnerverlagen auf Polnisch, Niederländisch, Spanisch, Koreanisch und Japanisch sowie 2022 auch auf Russisch, Englisch und Deutsch.
Das Spiel wurde 2022 auf die Empfehlung des Spiel des Jahres aufgenommen. Der Spielekritiker Udo Bartsch beschrieb das Spiel in der spielbox unter dem Titel „Mathegipfel“ und stellt die „Rechenoperationen“ und das „Kritzeln“ des Spiels vor das eigentliche „Kraxeln“ und die „Rückenoperation“; folgerichtig bezeichnet er die Spieler als „Alpinistenakademiker“ und stellt dar, dass Trek 12 thematisch einige Macken hat und sich die notwendigen Berechnungen über das Thema kaum herleiten lassen. Er bezeichnet die Wertung als „vertrackt und verkopft“, gleichzeitig stellt er klar, dass das, „was anfangs befremdet und abstößt, […] zunehmend den Spielreiz“ ausmacht und das Ausknobeln der Punktwerte immer mehr Spaß macht. Harald Schrapers bewertete das Spiel auf seinem Blog mit 5 von 6 möglichen Punkten und lobt dabei vor allem den einfachen Aufbau: „Ich hingegen mag an Trek¹² besonders, dass ich nur einen Block, zwei Würfel und Kugelschreiben dabeihaben muss, und dann überall spielen kann – und mit jedermann, weil es so schnell erklärt ist.“ Die zusätzlichen Umschläge sorgen seiner Meinung nach „für etwas Legacy-Atmosphäre, sind aber nur sinnvoll, wenn man das Spiel immer mit denselben Mitspielerinnen auf den Tisch bringt.“ Tobias Franke lobt bei Trek 12, dass durch „den cleveren Wertungsmechanismus und die Beschränkung der Ankreuzmöglichkeiten […] viele kleine Entscheidungen zu treffen“ sind, was „das Spiel spannend [macht] und […] Emotionen“ weckt. Für den Expeditionsmodus ist seiner Meinung nach „das Spielprinzip […] dann doch zu wiederholend“. In der Spieledatenbank BoardGameGeek verzeichnet Trek 12: Himalaja ein Rating von 6,9 (von 10) bei mehr als 1600 Bewertungen (Stand Oktober 2022).
Zu dem Spiel erschienen mehrere Erweiterungen. 2020 veröffentlichte Lumberjack Studios Base Camp 1 und Base Camp 2 mit je drei neuen Aufstiegen sowie die Mini-Erweiterungen X-Mas, At Home – Semaine 1 und At Home – Semaine 2. 2021 folgten weitere Mini-Erweiterungen mit den Titeln de la Saint Valentin als Ausgabe für den Valentinstag, Zen Trek, Phili Trek und ArchéoTREK sowie Trek 12+1: A travel diary through the Himalayas. Die Mini-Erweiterungen werden vom Verlag zum freien Download bereitgestellt.
2021 erschien mit Trek 12: Amazonie ein Nachfolger des Spiels, der in der Amazonasregion angesiedelt ist.

## Belege
1. 1 2 3 4 5 6 7 8 9 10 11  Offizielle Spielregeln für Trek 12: Himalaja, Lumberjacks Studio 2022
2. ↑  
Versionen von Trek 12: Himalaja in der Datenbank BoardGameGeek; abgerufen am 29. Oktober 2022.
3. ↑  Udo Bartsch: Trek 12: Himalaja: Mathegipfel In: spielbox 2/2022, S. 46.
4. ↑  Harald Schrapers: Trek 12: Himalaja auf gamesweplay.de; abgerufen am 30. Oktober 2022.
5. ↑  Tobias Franke: kritisch gespielt: Trek 12: Himalaya auf fjelfras.de; abgerufen am 30. Oktober 2022.
6. ↑  Ratings & Comments für Trek 12: Himalaja in der Spieledatenbank BoardGameGeek (englisch); abgerufen am 30. Oktober 2022.
7. ↑  Trek 12: Base Camp 1 auf BoardGameGeek; abgerufen am 29. Oktober 2022.
8. ↑  Trek 12: Base Camp 2 auf BoardGameGeek; abgerufen am 29. Oktober 2022.
9. ↑  Trek 12: Xmas auf BoardGameGeek; abgerufen am 29. Oktober 2022.
10. ↑  Trek 12: At Home – Semaine 1 auf BoardGameGeek; abgerufen am 29. Oktober 2022.
11. ↑  Trek 12: At Home – Semaine 2 auf BoardGameGeek; abgerufen am 29. Oktober 2022.
12. ↑  Trek 12: de la Saint Valentin auf BoardGameGeek; abgerufen am 29. Oktober 2022.
13. ↑  Trek 12: Zen Trek auf BoardGameGeek; abgerufen am 29. Oktober 2022.
14. ↑  Trek 12: ArchéoTREK auf BoardGameGeek; abgerufen am 29. Oktober 2022.
15. ↑  Trek 12+1: A travel diary through the Himalayas auf BoardGameGeek; abgerufen am 29. Oktober 2022.
16. ↑  Print & PLay, Download für freie Erweiterungen (en); abgerufen am 29. Oktober 2022.
17. ↑  Trek 12: Amazonie auf BoardGameGeek; abgerufen am 29. Oktober 2022.